# Andaluzija
Andaluzija (špa. Andalucía) je španjolska autonomna zajednica, smještena na jugu Pirenejskog poluotoka. Nalazi se na obalama Sredozemnog mora i Atlantskog oceana, graniči na jugu s Gibraltarom,  na sjeveru s Ekstremadurom i Kastilja-La Manchom, na istoku s Regijom Murcia te na zapadu s Portugalom.

## Uprava
Hunta Andaluzije (Junta de Andalucía) ima tri organa koja čine vlast: parlament Andaluzije (Parlamento de Andalucía), predsjednik Vlade Andaluzije (Presidente de la Junta de Andalucía) i Vijeće Vlade Hunte Andaluzije (Consejo de Gobierno de la Junta de Andalucía).

## Zemljopis
Andaluzija je druga španjolska autonomna zajednica, iza Kastilje i Leóna, po površini, a prva po broju stanovnika.

### Reljef
Reljef se sastoji od tri temeljne cjeline:
- Sierra Morena, prirodna granica između kastiljske visoravni i Andaluzije, s osamljenom planinom Sierra Madrona koja doseže 1.300 metara u svojoj najvišoj točki (Bañuela). Unutar ovog sustava valja istaknuti klanac Despeñaperros, koji tvori prirodnu granicu s Kastiljom.
- Betijski kordiljeri, razvijaju se paralelno s mediteranskom obalom. Najviši vrhovi Andaluzije nalaze se na Sierra Nevadi, gdje se nalaze i najviši vrhovi Pirenejskog poluotoka: vrh Mulhacén (3478 m) i vrh Veleta (3392 m).
- Dolina rijeke Guadalquivir koja se nalazi između gore spomenutih cjelina; to je ravničarski predjel koji se otvara prema Zaljevu Cádizna jugozapadu.

### Klima
Klima Andaluzije je mediteranska, iako nemaju svi predjeli istu klimu.
Padaline se smanjuju sa zapada prema istoku; najkišovitije mjesto je Sierra de Grazalema (2.138 mm godišnje), a najsuše mjesto u Europi je Rt Gata, sa 117 litara godišnje. 

Broj kišnih dana tijekom godine je oko 75.  S druge strane, u zapadnoj Andaluziji doseže se 300 sunčanih dana tijekom godine. Prosječna godišnja temperatura je 16 °C. Najhladniji mjesec je siječanj (6,4 °C), a najtopliji kolovoz (28,5 °C). 

### Hidrologija
Andaluzijske rijeke pripadaju atlantskom i sredozemnom slivu. Najvažnije rijeke su:
- Guadalquivir, najduža rijeka u Andaluzijia (657 km), izvire u Sierra de Cazorla, prolazi kroz gradove Córdobu i Sevillu, i ulijeva se kod Sanlúcar de Barrameda. Njezini glavni pritoci su Genil i Guadiana Menor te Guadalimar, Guadiato i Bembézar.
- Guadiana
- Odiel i Río Tinto
- Guadalete y Barbate.

## Stanovništvo
Andaluzija je prva španjolska autonomna zajednica po broju stanovnika, sa 7.849.799 stanovnika (prema popisu iz 2005. godine). Stanovništvo je, prije svega, koncentrirano u glavnim gradovima provincija te obalnim područjima, zbog čega je stupanj urbanizacije Andaluzije visok. U Andaluziji postoji 26 gradova s više od 50.000 stanovnika.
Stanovništvo u glavnim gradovima provincija:
- Sevilla - 704.154
- Málaga - 558.287
- Córdoba - 321.164
- Granada - 236.982
- Almería - 181.702
- Huelva - 145.150
- Cádiz - 131.813
- Jaén - 116.540

Drugi veći gradovi u Andaluziji:
- Jerez de la Frontera - 196.275
- Marbella - 116.234
- Dos Hermanas - 112.273
- Algeciras - 111.283
- San Fernando - 92.666
- El Puerto de Santa María - 82.306
- Vélez-Málaga - 64.919
- Alcalá de Guadaíra - 63.237
- La Línea de la Concepción - 61.892
- Linares - 60.807

## Govor
Za ovu regiju karakterističan je govor koji se razlikuje od standardnog španjolskog jezika, te se naziv još i andaluzijskim govorom ili dijalektom. Andaluzijski španjolski vrlo je utjecajan. Zbog velike naseljenosti u Andaluziji, ovdašnji je dijalekt drugi po brojnosti govornika u Španjolskoj, nakon prijelaznih oblika između kastiljskog i andaluzijskog (primjerice onog iz Madrida). Iz Andaluzije je bila velika emigracija u španjolske kolonije u Ameriku i drugdje, pa većina dijalekata američkog španjolskog dijeli neke osnovne zajedničke osobine sa zapadnim andaluzijskim španjolskim, kao uporaba riječi ustedes umjesto vosotros za "vi" i seseo. Za brojne se varijacije španjolskog kao što su kanarski španjolski, karipski španjolski i ostali latinskoamerički španjolski dijalekti, uključujući njihovi standardni oblici, smatra da su većinom zasnovane na andaluzijskom španjolskom.

## Političko-upravna organizacija
Andaluzija je iskoristila mogućnost koju dopušta Ustav Španjolske iz 1978. godine, te je proglasila svoju autonomiju, konstituirajući se kao Autonomna zajednica Andaluzija (španj. Comunidad Autonoma de Andalucía) 28. veljače 1980.

### Provincije
Andaluzija se dijeli na osam provincija, koje se pak dijele na 770 gradova:
- Almería - 611.037 stanovnika i 102 grada
- Cádiz - 1.178.773 stanovnika i 44 grada
- Córdoba - 784.057 stanovnika i 75 grada
- Granada - 854.419 stanovnika i 168 grada
- Huelva - 482.965 stanovnika i 79 grada
- Jaén - 657.714 stanovnika i 97 grada
- Málaga - 1.453.409 stanovnika i 100 grada
- Sevilla - 1.811.177 stanovnika i 105 grada

## Turizam
Položaj Andaluzija - na jugu Pirenejskog poluotoka - omogućava joj svrstavanje najtoplije europske regija. Mediteranska klima, velik broj sunčanih sati, zajedno s velikim plažama, idealni su uvjeti za razvoj turizma. 
Obala je ono što predstavlja najvažniji ulog sa stajališta turizma, ali istovremeno njezino intenzivno iskorištavanje predstavlja veliki rizik, posebno od onečišćenja i megalomanske izgradnje.
Najveći broj noćenja ostvaruje se u kolovozu, s 13,26% noćenja u cijeloj godini, dok se u prosincu ostvaruje samo 5,36%.
Njezinih 836 km obale oplakuju Atlantski ocean na zapadu, gdje se nalazi Costa de la Luz (Obala svjetlosti) (Huelva i Cádiz), i Sredozemno more na istoku, gdje se obala dijeli na Costa del Sol (Obala sunca) (dio Cádiza i Málage), Costa Tropical (Tropska obala) (Granada i dio Almeríe) i Costa de Almería. 
Pored turizma sunca i plaža, razvijeni su i drugi tipovi turizma, kao što je kulturni turizam, športski turizam i kongresni turizam.
Što se tiče kulturnog turizma, nesporno je bogatstvo povijesne baštine ove regije. Andaluzija je poznata po spomenicima kao što su Alhambra (Granada), Giralda (Sevilla) ili džamija u Córdobi. Također se ističu katedrale i crkve, dvorci i utvrde, samostani te drugi povijesni ostaci u svakoj od provincija, te prisutnost različitih arhitektonskih stilova (islamska arhitektura, renesansna te barokna arhitektura).
S druge strane, Andaluzija je zavičaj velikih slikara, kao što su Pablo Picasso (Málaga), ili Bartolomé Esteban Murillo i Velázquez (Sevilla), što je još jedan turistički adut. Fundacija Picasso u Málagi, Muzej Picasso, kao i Kuća muzej Murillo u Sevilli, sve su to destinacije koje turisti posjećuju u velikom broju. Valja spomenuti i veliki broj drugih muzeja i bogatih izložbi. Iz regije potječe i andaluzijski konj.

### Znamenita mjesta
- La Alhambra (najposjećeniji spomenik u Španjolskoj)
- Velika džamija u Córdobi
- Giralda
- Doñana
- Grazalema
- Ronda (Málaga)
- Gibraltarski tjesnac
- Úbeda i Baeza
- Almuñécar
- botanički vrt La Concepción

## Vanjske poveznice
- Službene andaluzijske stranice (španj.)